# 25 Korpus Pancerny (ZSRR)
25 Korpus Pancerny (ros. 25-й танковый корпус) – jednostka pancerna Armii Czerwonej z okresu II wojny światowej.
25 Korpus Pancerny (25 KPanc.) sformowany został w dniach 19 marca-7 lipca 1942. W czasie walk na ziemiach polskich uczestniczył w ofensywie zimowej Armii Czerwonej, biorąc udział  m.in. w bitwie o Kielce i walkach w rejonie Góry, mających za zadanie likwidację wojsk niemieckich wycofujących się za rzekę Odrę. 
Szlak bojowy 25 KPanc. prowadził spod Woroneża przez: Kijów, Równe, Łańcut, Staszów, Kielce, Kalisz, Głogów, Bytom Odrzański, i Gubin, a zakończył się w rejonie czeskiej Pragi.

## Dowództwo korpusu
Dowódcy: 
- gen. mjr Piotr Pawłow[5] (13.07.1942 - 25.03.1943),
- płk Michaił Chotimski,
- gen. mjr Fiodor Anikuszkin[6] (23.05.1943 - 00.09.1944)
- gen. mjr Iwan Pietrow,
- płk Władimir Pietrowski (05.10.1944 - 09.11.1944),
- gen. mjr Jewgienij Fominych (10.11.1944 - 00.07.1945)[1].

Szefowie sztabu:
- ppłk Aleksandr Karawan (15.09.1942 - 00.11.1942),
- płk Nikołaj Wasiutin (00.11.1942 - 00.12.1942†),
- płk Władimir Woronczenko (17.06.1943 - 23.04.1944),
- plk Izaak Granowski (00.03.1944 - 00.04.1944),
- płk Sigizmund Anichimowski (00.04.1944 - 00.09.1944),
- ppłk Władimir Gorlinski (00.09.1944 - 00.10.1944),
- płk Michaił Zubkow (05.02.1945 - 00.07.1945)[1].

## Struktura organizacyjna
- 111 Brygada Pancerna,
- 162 Brygada Pancerna,
- 175 Brygada Pancerna[5],
- 16 Brygada Piechoty Zmotoryzowanej[1].